# Relé de acoplamiento

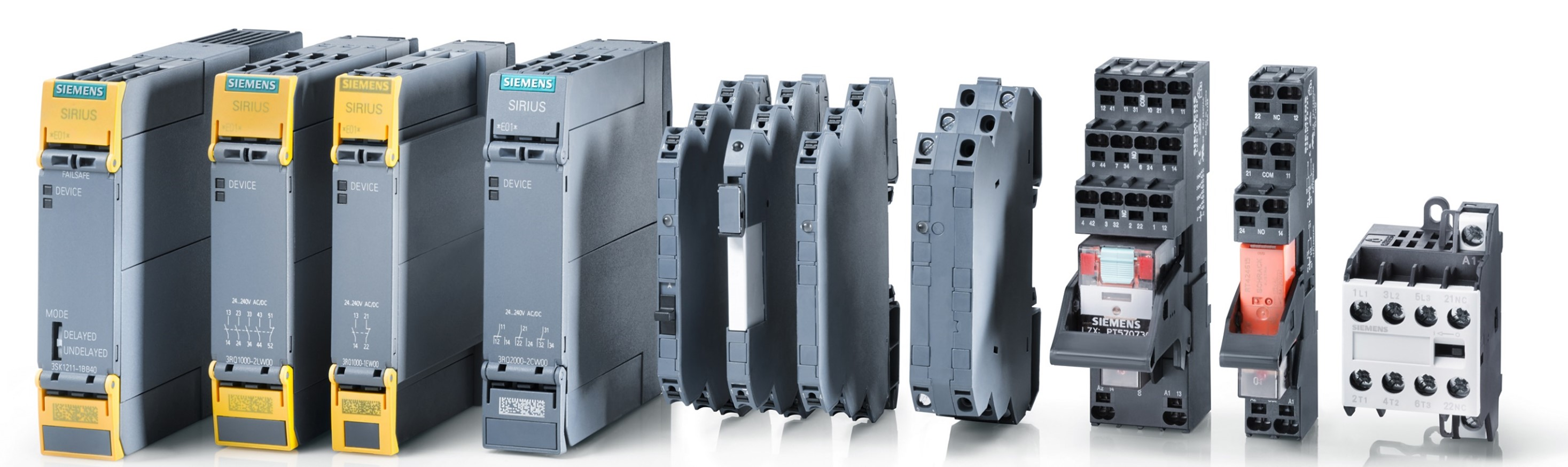
Resumen de diferentes versiones de relés de acoplamiento

Un relé de acoplamiento es un aparato de baja tensión equipado con al menos un relé elemental electromecánico según IEC 61810 o un relé estático según IEC 62314.
A diferencia de un relé clásico, el relé de acoplamiento no es una componente que no puede ser utilizado por sí solo, sino al igual que un relé temporizador o un relé de vigilancia: se trata de un dispositivo completo, que se utiliza en particular en la industria y la infraestructura. Como dispositivos autónomos, los relés de acoplamiento en la Unión Europea se rigen por la Directiva de baja tensión 2014/35/UE.
La función es esencialmente la de un relé, que se utiliza para Aislamiento galvánico de control y circuitos principales o auxiliares, así como el acoplamiento de señales, es decir, la conexión de circuitos de diferentes corrientes y voltajes, como voltaje DC 24 V a voltaje AC 230 V.

## Funcionamiento
La función principal de un relé de acoplamiento es la apertura o cierre controlado por un circuito respecto el principio del todo o de la nada.
La función de conmutación generalmente se realiza mediante un relé elemental incorporado. Este funciona según el principio del electroimán, en el cual el circuito de carga está aislado galvánicamente del circuito de control.
Si se utiliza un relé estático, la función de conmutación depende de la carga de los transistores, tiristores, triacs o MosFET, que debe ser conmutada. Para el aislamiento galvánico del circuito de control y carga, optoacopladores son utilizados para la transmisión de señales.

## Ejecuciones
Relés de acoplamiento están disponibles en las siguientes versiones:
- Relés de acoplamiento de guía forzada: Debido a la guía forzada según IEC 60947-5-1 (IEC 61810-3), los contactos de los relés instalados están conectados mecánicamente entre sí de tal manera que los contactos normalmente abiertos y los contactos NC nunca se cierran al mismo tiempo. De esta manera se puede detectar fiablemente un fallo de apertura y se puede garantizar la máxima seguridad.
- Acoplador con salida de semiconductor: La salida del semiconductor genera una durabilidad eléctrica larga y permite un número casi ilimitado de ciclos de conmutación. Además, ofrece una mayor fiabilidad de contacto, conmutación silenciosa y corta, al igual que una alta capacidad de conmutación de CC. Gracias a la tecnología de optoacoplador utilizada, la separación segura también es posible con relés de acoplamiento o con salidas de semiconductores. Los optoacopladores con fototransistores se utilizan a voltaje DC y los optoacopladores con fototriacs a voltaje AC.
- Relé enchufable: Este ofrece la ventaja de poder ser remplazado rápidamente en caso de desgaste.

## Categorías de empleo
Las categorías de empleo más comunes para relés de acoplamiento son AC-15 y DC-13, que se definen en la norma IEC 6097-5-1. AC describe la categoría de tensión alterna y DC la de tensión continua. Típicamente son utilizadas para controlar cargas electromagnéticas.

## Contactos
En general existen diferentes tipos de contactos, por un lado contactos principales y por otro lado contactos auxiliares. Para relés de acoplamiento se utilizan contactos principales, que se dividen en contactos normalmente abiertos, contactos normalmente cerrados y contactos conmutados:
- Contactos normalmente abiertos son contactos de trabajo (NO del inglés “Normally Open”)
- Contactos normalmente cerrados son contactos de reposo (NC del inglés “Normally Closed”)
- Los contactos conmutados son combinaciones de normalmente abiertos y normalmente cerrados con una raíz en común.

Además, hay contactos con dorado duro, para conmutar corrientes muy pequeñas, contactos semiconductores, para conmutaciones frecuentes y contactos de guía forzada, para una máxima seguridad. La frecuencia con la que puede ser utilizado un relé de acoplamiento, depende de la carga y del material de contacto utilizado. Por ejemplo, níquel plateado con dorado duro (AgNi + Au), níquel plateado (AgNi), óxido de cadmio de plata (AgCdO) y plata-óxido de estaño (AgSnO2).

## Aplicación
Los relés de acoplamiento se utilizan principalmente en la industria y en aplicaciones de infraestructura como la automatización de edificios o ferrocarriles. Algunas de las típicas aplicaciones son:
- Aislamiento galvánico
- Conexión de sensores a entradas y de salidas a las salidas de un controlador lógico programable
- Conversión de voltaje de, por ejemplo, voltaje de DC 24 V a voltaje de AC 230 V[3]
- Amplificación de señales de baja potencia
- Controles generales de relé
- Protección de sobretensión y CEM de controles
- En entradas y salidas de controles (con contactos con dorado duro)

Otra aplicación típica para un relé de acoplamiento es la conversión de voltaje para un controlador de motor, por ejemplo, para conectar dispositivos periféricos como pulsadores o interruptores de posición a un contactor de motor a través de un sistema de control electrónico (PLC).

## Literatura
- DIN EN 60947-5-1: Aparato de baja tensión - Parte 5-1: Dispositivos y elementos de conmutación del circuito de mando - Dispositivos de control electromecánicos (IEC 121A/427/CD:2021)
- IEC 61810-3: Relés elementales electromecánicos - Parte 3: Relés con contactos (mecánicos) de guía forzada